# チュルク語族
チュルク語族（チュルクごぞく、英語: Turkic languages）、またはテュルク語族（テュルクごぞく）・突厥語族（とっけつごぞく）は、中央アジア全体やモンゴル高原以西にあるアルタイ山脈を中心に東ヨーロッパから北アジア（シベリア）に至る広大な地域で話される語族である。

## 概要
歴史学の成果から本来このチュルク語族を話す人々は中央アジア・モンゴル高原からシベリアのあたりにいたと考えられる。
分布がチュルク語族と隣接するモンゴル語族、ツングース語族とはいくつかの言語の特徴を共有するため、チュルク語族とこれらとをあわせてアルタイ諸語という説もあるが、多くの言語学者はその説を否定している。
各語群内では言語間の共通性が大きく、意思疎通は容易であると言われる。
その分布の広大さに比べて言語間の差異は比較的小さく、チュルク諸語全体をひとつの言語、「チュルク語」と見なし、各言語を「チュルク語の方言」とする立場もありうる。
特に3語群（オグズ語群、キプチャク語群、カルルク語群）の話者はイスラム教を受け入れた結果、アラビア語・ペルシア語から多くの語彙を取り入れているため、語彙上の共通性が大きい。
政治的経緯から、トルコ語を除く諸言語はロシア語からの借用語も非常に多い。
現在のブルガリア人はスラヴ語派のブルガリア語を用いるが、先祖であるブルガール人は、バルカン半島にやって来るまでは、ブルガール語派（テュルク古語）を話すテュルク系民族であった。なおブルガリアは、その後オスマン帝国支配を受けた経緯により、トルコ語の語彙が多く取り入れられている。

## 分類
テュルク諸語は、音韻などの特徴からいくつかの語群に分類される。以下に、各言語のうち主要なもののみを例示する。
- 南西語群（オグズ語群）
  - 西オグズ諸語
    - † 古アナトリア・トルコ語（英語版）（11世紀-15世紀）
    - † オスマン語（15世紀-19世紀）
    - † ペチェネグ語（英語版） -（ペチェネグ。ペチェネグ人はガガウズ人に近い民族とされる[3]。）
    - トルコ語（20世紀-現在、共和国トルコ語とも）
    - アゼルバイジャン語（アゼリー語）
    - ガガウズ語

  - 東オグズ諸語
    - トルクメン語
    - ホラサン・トルコ語

  - 南オグズ諸語
    - ガシュガーイー語

  - サラール語
- ブルガール語群（オグール語群）
  - チュヴァシ語
  - † ブルガール語（ヴォルガ・ブルガール方言、ドナウ・ブルガール方言）
  - † ハザール語
  - † フン語 - フン族（系統は未決定だが、テュルク諸語のブルガール語群とする説が有力）
  - † テュルク・アヴァール語（英語版）[4]（「テュルク系」説以外に、「モンゴル系」説を唱える学派もある。「テュルク系」説ではオグール語群に分類される。）
- 北西語群（キプチャク語群）
  - 北キプチャク諸語
    - バシュキール語
    - タタール語（ヴォルガ・タタール語とも。ブルガール語の影響を受けている）
    - † 古タタール語（英語版）（中世 - 19世紀、en:Turki）

  - 西キプチャク諸語
    - クムク語
    - カラチャイ・バルカル語
    - クリミア・タタール語
    - カライム語
    - クリムチャク語[5]
    - ウルム語[6]
    - † クマン語 - クマン人（キプチャクとも）
    - † キプチャク語（英語版）

  - 南キプチャク諸語
    - カザフ語（キプチャク語とも）
    - カラカルパク語
    - ノガイ語

  - 東キプチャク諸語
    - キルギス語
- 南東語群（カルルク語群、ウイグル・テュルク語群、チャガタイ語群とも）
  - 西カルルク諸語
    - ウズベク語（チャガタイ語とも）

  - 東カルルク諸語
    - 現代ウイグル語
    - イリ・チュルク語[7]（キプチャク語やチャガタイ語の影響が大きい）
    - † ホレズム語（英語版）
    - † チャガタイ語
    - ロプ語（英語版）
- 北東語群（シベリア・テュルク語群）
  - † 古テュルク語
  - † 古ウイグル語
  - 南シベリア諸語
    - トゥバ語
    - トファ語
    - ソヨト語（Soyot-Duhaca language）
    - ハカス語
    - ショル語
    - チュリム語
    - 北アルタイ語
    - 富裕キルギス語
    - 西ユグル語
    - エイヌ語[8]

  - 北シベリア諸語
    - サハ語（ヤクート語）
    - ドルガン語

  - 西シベリア諸語

## 文法
日本語と同じく、目的語や述語に助詞や活用語尾が付着する膠着語で、母音調和を行うことを特徴とする。文の語順も基本的に日本語に近く主語‐目的語‐述語になる言語が多い。

## 歴史

### 原郷
チュルク語族の原郷は、トランス・カスピ海の草原と北東アジア（満洲）の間のどこかにあることが示唆されており、南シベリアとモンゴルの近くの地域がチュルク系民族の「アジア内の原郷」であることを示す遺伝的証拠がある。同様に、ユハ・ヤンフネン、ロジャー・ブレンチ、マシュー・スプリッグスを含む数人の言語学者は、現代のモンゴルが初期のチュルク語の原郷であると示唆している。
およそ紀元前1千年紀の初頭の間に、原チュルク人と原モンゴル人の間で広範な接触が起こった。 2つのユーラシア遊牧民グループの間で共有されている文化的伝統はen:Turco-Mongol traditionと呼ばれている。2つのグループは同様の宗教システムであるテングリズムを共有しており、チュルク諸語とモンゴル諸語の間には多くの明らかな借用語が存在する。借用は双方向だったが、今日、チュルク諸語の借用語はモンゴル諸語の語彙の中で最大の外来語彙の構成要素を成している。
チュルク語族と、近隣のツングース語族、モンゴル語族、韓国語族、日琉語族（以前はすべていわゆるアルタイ語族の一部であると広く考えられていた）の間のいくつかの語彙的および広範な類型的類似性は、近年ではこれらのグループ間の先史時代の接触を示すものと考えられている。北東アジアの言語連合と呼ばれることもある。
また、チュルク祖語時代に中国語と接触したことを示す借用語も存在する。 
Robbeets（etal.2015、etal.2017）は、チュルク語族の原郷は満洲のどこかにあり、モンゴル語族、ツングース語族、韓国語族（日本語族の祖語を含む）の原郷に近く、これらの言語は共通の「トランスユーラシア語」(Transeurasian) を起源とする。「トランスユーラシア語族」の証拠はNelson et al. 2020、Li et al. 2020 によっても提示されている。

### 有史時代
テュルク諸語の最古の文献は、第二可汗国時代の686年から687年頃に建てられたチョイレン銘文と呼ばれる突厥碑文で、古テュルク文字（テュルク・ルーン文字、突厥文字）で書かれた。その他の突厥碑文は、モンゴル高原の各所に残る。745年に突厥を滅ぼしたウイグルも古テュルク文字を受け継いだ。
モンゴル高原から中央アジアに移住した後、8世紀にはソグド文字を改良したウイグル文字を使用して古ウイグル語が書かれた。
この言語は天山ウイグル王国（856年 - 13世紀）を建てると公用語となった。なお、古ウイグル語は後述のチャガタイ語に連なる現代ウイグル語とは系統が異なる。
イスラム教を受け入れたカラハン朝（840年 - 1211年）では、アラビア文字でテュルク語を書き取るようになり、『クタドゥグ・ビリグ』のような文学作品が著された。その後、中央アジアではチャガタイ語、アナトリアではオスマン語がそれぞれアラビア語・ペルシア語の要素を取り入れた典雅な文章語として発展した。
20世紀に入ると文章語の簡略化が進められ、各地の口語を基礎とし、ラテン文字やキリル文字で書き表される新しい文章語が生まれた。しかし、依然としてイランなどではアラビア文字が使用されており、中国でも一度ラテン文字化が進められたテュルク系諸言語が1980年代にアラビア文字表記に戻されたので、現代テュルク諸語を表記する文字は大きく分けて3つ存在する。
ソ連崩壊後、旧ソ連のテュルク諸語ではキリル文字からラテン文字へ移行する動きが見られる（アゼルバイジャン語、トルクメン語、ウズベク語など）。
ロシアのタタール語などもラテン文字への移行を目指しているが、ロシア政府の介入によってラテン文字の公的使用は制限されている。